# Peter Habernoll
Peter Habernoll (* 1924; † 20. September 1944 in Berlin-Spandau) war ein deutscher Soldat und Antifaschist.

## Leben
Im Alter von siebzehn Jahren wurde er zur Wehrmacht des nationalsozialistischen Deutschland einberufen. Nach einem Gespräch mit Kameraden am Ende des Jahres 1943, in dem er die Gräueltaten einiger seiner Kameraden im Zweiten Weltkrieg anprangerte und Protest hiergegen erhob, wurde er am 17. März 1944 aufgrund einer Denunziation verhaftet. Er wurde zum Tode verurteilt und am 20. September 1944 in Spandau erschossen. Habernoll wurde 20 Jahre alt.
Sein Abschiedsbrief an seine Mutter erschien seit 1951 in diversen Anthologien und wurde auch in weitere Sprachen übersetzt. Auch eine Schallplattenaufnahme entstand.
Weitere Briefe Habernolls sowie ein Brief des Geistlichen, der bei seiner Erschießung anwesend war, an Habernolls Mutter, wurden abgedruckt in Dying We Live: The Final Messages and Records of the German Resistance (1956).
Ein ausführliches Porträt Habernolls ist in Stephan Hermlins Buch Die erste Reihe zu lesen.